# Bevergern-Klasse
Die Bevergern-Klasse ist ein Arbeitsschifftyp mit Eisbrechereigenschaften, der für die Wasserstraßen- und Schifffahrtsverwaltung des Bundes im Einsatz ist.

## Prototypen
Als Prototypen für eine neue Serie eisbrechender Arbeitsschiffe hat die Bundesanstalt für Wasserbau im Mai 2006 zwei Neubauten beim MWB Motorenwerk Wilhelmshaven in Auftrag gegeben:
- Die Eisvogel (Baunummer 110590), 22,50 m lang, 6,50 m breit, 120 t schwer und angetrieben von einem MAN-Schiffsdieselmotor des Typs D 2842 LE 403 mit 529 kW, ist seit 2009 beim Wasserstraßen- und Schifffahrtsamt Meppen in Dienst.[1]
- Die Otter (Baunummer 110610), 16,80 m lang, 4,50 m breit und 41 t schwer, ist seit 2010 beim Wasserstraßen- und Schifffahrtsamt Brandenburg (seit 2020 Wasserstraßen- und Schifffahrtsamt Spree-Havel) in Dienst.[2]

## Serienschiffe
Auf Basis des Prototyps Eisvogel wurden im Dezember 2012 fünf modifizierte Serienschiffe bei der SET Schiffbau- u. Entwicklungsgesellschaft Tangermünde in Auftrag gegeben. Sie werden angetrieben von einem MAN-Dieselmotor des Typs D 2842 LE 412, der auf einen 5-flügeligen Festpropeller wirkt. Bei einer Antriebsleistung von 588 kW werden eine Geschwindigkeit von 18,4 km/h und ein Pfahlzug von 45 kN erreicht. Festes Eis kann bis zu einer Stärke von 30 Zentimetern gebrochen werden.
Zur weiteren Ausstattung gehören ein Arbeitsdeck mit einem Faltkran, ein Schleppgeschirr, eine Schubschulter für Prahme, ein Echolot und eine Inlands-ECDIS. Die Turmfalke hat zusätzlich einen Heckgalgen für eine Schlickegge.
Die Baukosten belaufen sich pro Schiff auf rund 3 Mio. Euro, der Prototyp Eisvogel hat hingegen nur 1,44 Mio. Euro gekostet.

## Einheiten
| Baunummer | Name      | ENI      | Indienststellung  | Dienststelle     | Außenbezirk (Heimathafen) | Referenzen        |
| --------- | --------- | -------- | ----------------- | ---------------- | ------------------------- | ----------------- |
| 86        | Bevergern | 05042320 | 14. November 2013 | WSA Rheine       | Bergeshövede              | [ 4 ] [ 5 ]       |
| 87        | Turmfalke | 05042330 | 25. März 2014     | WSA Meppen       |                           | [ 6 ] [ 7 ] [ 5 ] |
| 88        | Biber     | 05042370 | 20. Juni 2014     | WSA Magdeburg    |                           | [ 5 ]             |
| 89        | Elbe      | 05042380 | 23. Oktober 2014  | WSA Magdeburg    |                           | [ 5 ]             |
| 90        | Löwe      | 05042360 | 18. Dezember 2014 | WSA Braunschweig | Thune                     | [ 8 ] [ 5 ] [ 9 ] |